# Shabu-shabu
Shabu-shabu (tiếng Nhật: しゃぶしゃぶ, đã Latinh hoá: shabushabu) là một món lẩu nabemono Nhật Bản gồm thịt và rau thái lát mỏng luộc trong nước và ăn kèm với nước chấm. Thuật ngữ này là một từ tượng thanh, bắt nguồn từ âm thanh phát ra khi các thành phần được khuấy trong nồi nấu. Thức ăn được nấu từng miếng bởi thực khách tại bàn. Shabu-shabu được coi là mặn và ít ngọt hơn sukiyaki.

## Lịch sử
Shabu-shabu được giới thiệu ở Nhật Bản vào thế kỷ 20 với việc khai trương nhà hàng "Suehiro" ở Osaka, nơi tên này được phát minh. Nguồn gốc của nó được bắt nguồn từ món lẩu Trung Quốc được gọi là thịt cừu luộc ăn liền (Shuàn Yángròu). Shabu-shabu giống với phiên bản gốc của Trung Quốc khi so sánh với các món lẩu khác của Nhật Bản (nabemono) như sukiyaki. Suehiro đăng ký tên như một nhãn hiệu vào năm 1955. Cùng với sukiyaki, shabu-shabu là một món ăn phổ biến ở nhiều vùng của Nhật Bản, mà còn ở các khu phố địa phương của Nhật Bản (tạm gọi là " Little Tokyo ") ở các quốc gia như Hoa Kỳ và Canada. Nó cũng phổ biến ở Đài Loan.

## Sự chuẩn bị

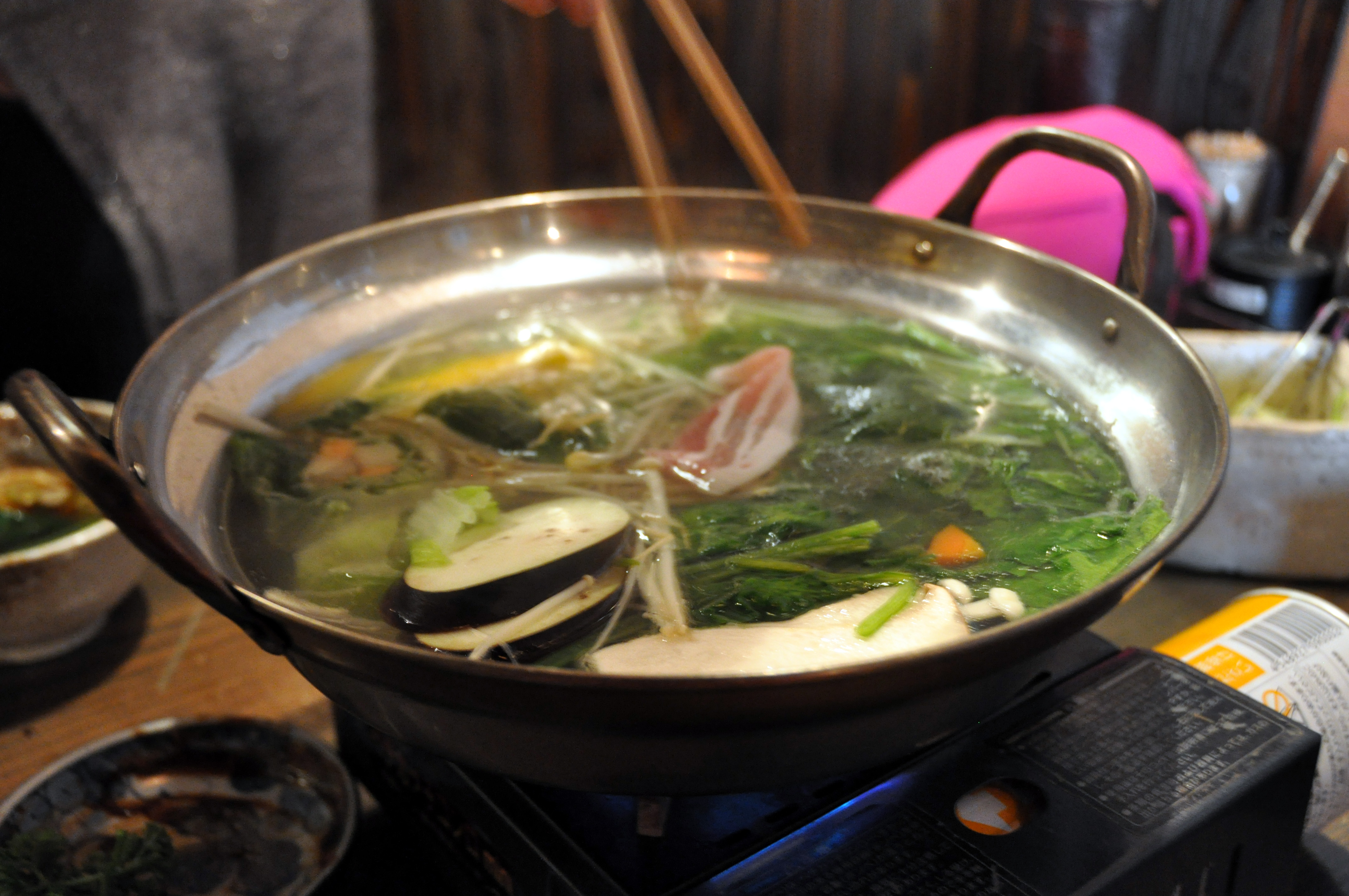
Lẩu shabu-shabu

Các món ăn thường được làm với thịt bò thái lát mỏng, nhưng một số phiên bản sử dụng thịt lợn, cua, gà, thịt cừu, vịt, hoặc tôm hùm. Thông thường, bít tết sườn được sử dụng, nhưng các vết cắt ít mềm hơn, chẳng hạn như thịt thăn trên, cũng rất phổ biến. Một giống gia súc đắt tiền hơn, chẳng hạn như Wagyu, cũng có thể được sử dụng. Nó thường được ăn kèm với đậu phụ và rau, bao gồm cải thảo, lá hoa cúc, nori (rong biển ăn được), hành tây, cà rốt, và nấm shiitake và enokitake. Ở một số nơi, mì udon, mochi hoặc harusame cũng có thể được phục vụ.
Các món ăn được chuẩn bị bằng cách nhấn chìm một lát thịt mỏng hoặc một miếng rau trong nồi nước sôi hoặc dashi (nước dùng) được làm bằng konbu (tảo bẹ) và khuấy nó. Thông thường, thịt sống được nhúng vào nước canh nóng chỉ trong vài giây, vì các miếng được cắt lát mỏng như giấy. Cho tất cả thịt vào nồi cùng một lúc có thể dẫn đến quá chín thịt. Nấu chín thịt và rau quả thường được nhúng trong ponzu hoặc Goma (hạt mè) sốt trước khi ăn, và ăn kèm với một bát hấp gạo trắng. Một khi thịt và rau đã được ăn, nước dùng còn sót lại từ nồi thường được kết hợp với cơm còn lại, và món súp thường được ăn sau cùng.

## Nước sốt và nước chấm
Một loạt các loại nước sốt có thể được sử dụng để nhúng thịt và rau, bao gồm nước sốt ponzu và nước sốt mè. Các nhà hàng thường cung cấp nước tương, tương mè, ponzu và một số lựa chọn gia vị khác, chẳng hạn như hành lá và cà rốt ngâm Nhật Bản, vì vậy khách hàng có thể làm nước sốt theo sở thích riêng của họ.